# Ashland (Ohio)
Ashland (ehemals auch Uniontown) ist eine City im Ashland County, Ohio. In Ashland ist der Sitz der Countyverwaltung (County Seat) des gleichnamigen Countys. Das U.S. Census Bureau hat bei der Volkszählung 2020 eine Einwohnerzahl von 19.225 ermittelt. 

## Geografie
Gemäß der 2010er Erhebung umfasst die Fläche des Stadtgebiets 29,1 km², wovon 0,16 km² oder 0,53 % Wasser sind. Ashland besitzt 137,8 Straßenkilometer, an denen 1556 Straßenlaternen stehen, ein Krankenhaus, eine Feuerwache, eine Polizeistation, bei der 41 Mitarbeiter einschließlich der Beamten arbeiten, sowie fünf Parkanlagen.

## Geschichte
Das heutige Gebiet Ashlands wurde erstmals 1811 besiedelt. Die Stadt wurde 1815 gegründet. Ursprünglich hieß die Siedlung Uniontown. Sie wurde jedoch 1846 umbenannt, weil es einen Ort namens Unioncity bereits in Ohio gab. In diesem Jahr hatte Ashland 1300 Einwohner, fünf Kirchen, sechzehn Läden, zwei Zeitungen, und eine private Akademie, bei der sowohl Jungen als auch Mädchen unterrichtet wurden. Ashland erhielt 1916 die Stadtrechte.

Innerhalb der nächsten 40 Jahre verdoppelte sich die Größe Ashlands und erreichte 1880 eine Einwohnerzahl von 3004. Die Gemeinde besaß in diesem Jahr bereits 4 Zeitungen, neun Kirchen und zwei Banken. Verschiedene Industriebetriebe hatten sich in Ashland angesiedelt, von denen die meisten Waren produzierten, die von den Bauern in der Umgebung verbraucht wurden. Ashland ist Sitz einer 1879 von der Brethan Church gegründeten Universität.

2000 war Ashland schließlich mit einer Einwohnerzahl von mehr als 20.000 die größte Gemeinde im Ashland County. 40 % der Bewohner von Ashland County wohnten hier.

## Demografie
Die 20.362 Einwohner leben in 8.063 Haushalten und 4.813 Familien. Die Bevölkerungsdichte liegt bei 704,6 Einwohnern je Quadratkilometer. In Ashland stehen 8.914 Häuser, was einer Bebauungsdichte von 308,4 Häusern je Quadratkilometer entspricht. 
95,8 % der Einwohner sind Weiße, 1,4 % Afroamerikaner und 1,0 % Asiaten.
In 28,2 % der Haushalte leben Kinder unter 18 Jahren, in 43,2 % leben Verheiratete zusammen, in 12,1 % leben Frauen ohne Mann.
21 % der Einwohner sind unter 18, 15,7 % 18–24, 22,5 % 25–44, 23,1 % 45–64, 17,7 % 65 oder älter.
Auf 100 Frauen kommen 88 Männer, auf 100 Mädchen unter 18 Jahren kommen 82 Jungen.
Das Durchschnittseinkommen der Familien liegt bei $42.755, das von Männern bei $33.634 und das der Frauen bei $21.781.
Über 7,9 % der Familien und 10,5 % der Bevölkerung leben unter der Armutsgrenze.
4.146 Bewohner sind Schüler, die von 251 Lehrern unterrichtet werden.

## Söhne und Töchter der Stadt
- James P. Latta (1844–1911), Politiker, Mitglied im US-Repräsentantenhaus
- Edmund Gibson Ross (1826–1907), Politiker, Gouverneur des New-Mexico-Territoriums
- Alfred P. Swineford (1836–1909), Politiker, Gouverneur von Alaska
- Ernest Cline (* 1972), Autor